# Alfred P. Swineford

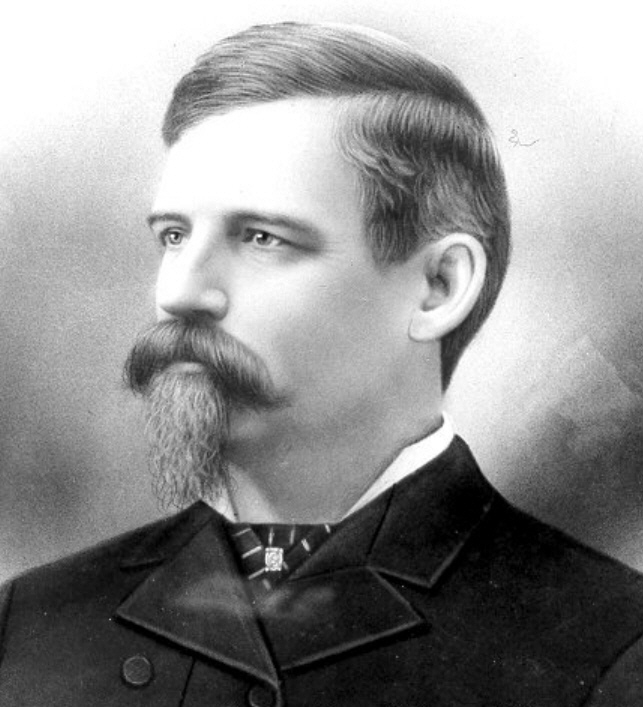
Alfred P. Swineford

Alfred Peter Swineford (* 14. September 1836 in Ashland, Ohio; † 26. Oktober 1909 in Juneau, Alaska) war ein US-amerikanischer Politiker der Demokratischen Partei.
Swineford war 1871 bis 1872 Abgeordneter im Repräsentantenhaus von Michigan. 1878 bewarb er sich in Michigan um das Amt des Vizegouverneurs, verlor aber in der Primary seiner Partei gegen Lysander Woodward, der dann wiederum bei der eigentlichen Wahl den republikanischen Amtsinhaber Alonzo Sessions nicht besiegen konnte.
Zwischen 1885 und 1889 amtierte Swineford dann nach der Ernennung durch US-Präsident Grover Cleveland als Gouverneur des District of Alaska. Als 1906 erstmals ein Delegierter gewählt wurde, um das Territorium im Kongress zu vertreten, kandidierte er, unterlag aber mit Frank Hinman Waskey einem weiteren Demokraten.